# Ab epistulis
Ab epistulis (с лат. — «секретарь») — придворное ведомство эпохи Римской империи.
Его прерогативой была обработка различной служебной переписки императора. Значительная доля этой переписки была с провинциальными наместниками. Вполне вероятно, что на основе материалов «ab epistulis» оценивались таланты чиновников и администрации в провинциях. В этом ведомстве были отделы «ab epistulis Graecis», заведовавшее перепиской на греческом языке, и «ab epistulis Latinis», заведовавшее, соответственно, перепиской на латинском языке.
Первоначально во главе этого аппарата стоял императорский раб, затем, начиная с периода царствования Клавдия, вольноотпущенник, а с правления Адриана — высокопоставленный чиновник, который происходил из сословия всадников. Его называли императорским секретарём. Он, несомненно, должен был иметь определённое литературное призвание. Императорский секретарь отправлял указы государя по всему государству, занимался назначениями многих офицеров и созывал всех назначенных лиц. Кроме того, к нему стекались все новости от воинских подразделений, сведения о важных событиях для хозяйства и другая важная информация. Одним из императорских секретарей был известный историк Светоний.